# Tombolo (vorm)

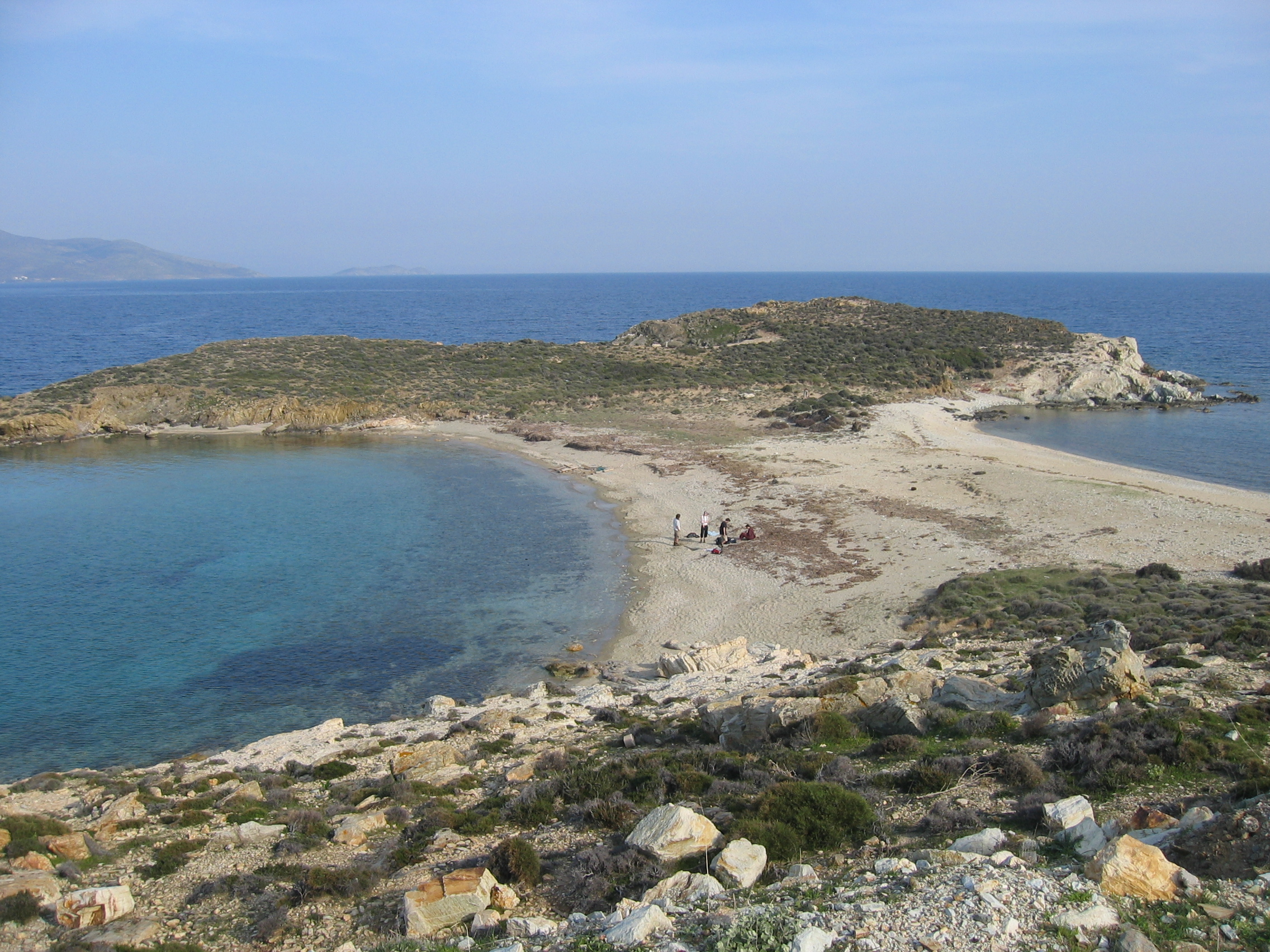
Tombolo in Euboea, Griekenland

Een tombolo is een geomorfologisch verschijnsel, een bijzonder geval van een schoorwal. Het is een landengte die ontstaat door een afzetting van sediment tussen een (schier-)eiland of rots en een nabijgelegen (veel) grotere landmassa.
Tombolo's ontstaan meestal omdat de energie-inhoud van de golven kleiner wordt door de brekende werking van het eiland of de rots. Hierdoor kan het water slechts kleinere deeltjes in suspensie houden; grotere deeltjes, zoals zand, beginnen te sedimenteren op de plaats waar de golven samenkomen. 
Uiteindelijk vormt zich een (steeds groter wordende) landverbinding tussen het eiland en het vasteland (of buureiland).

## Fotogalerij

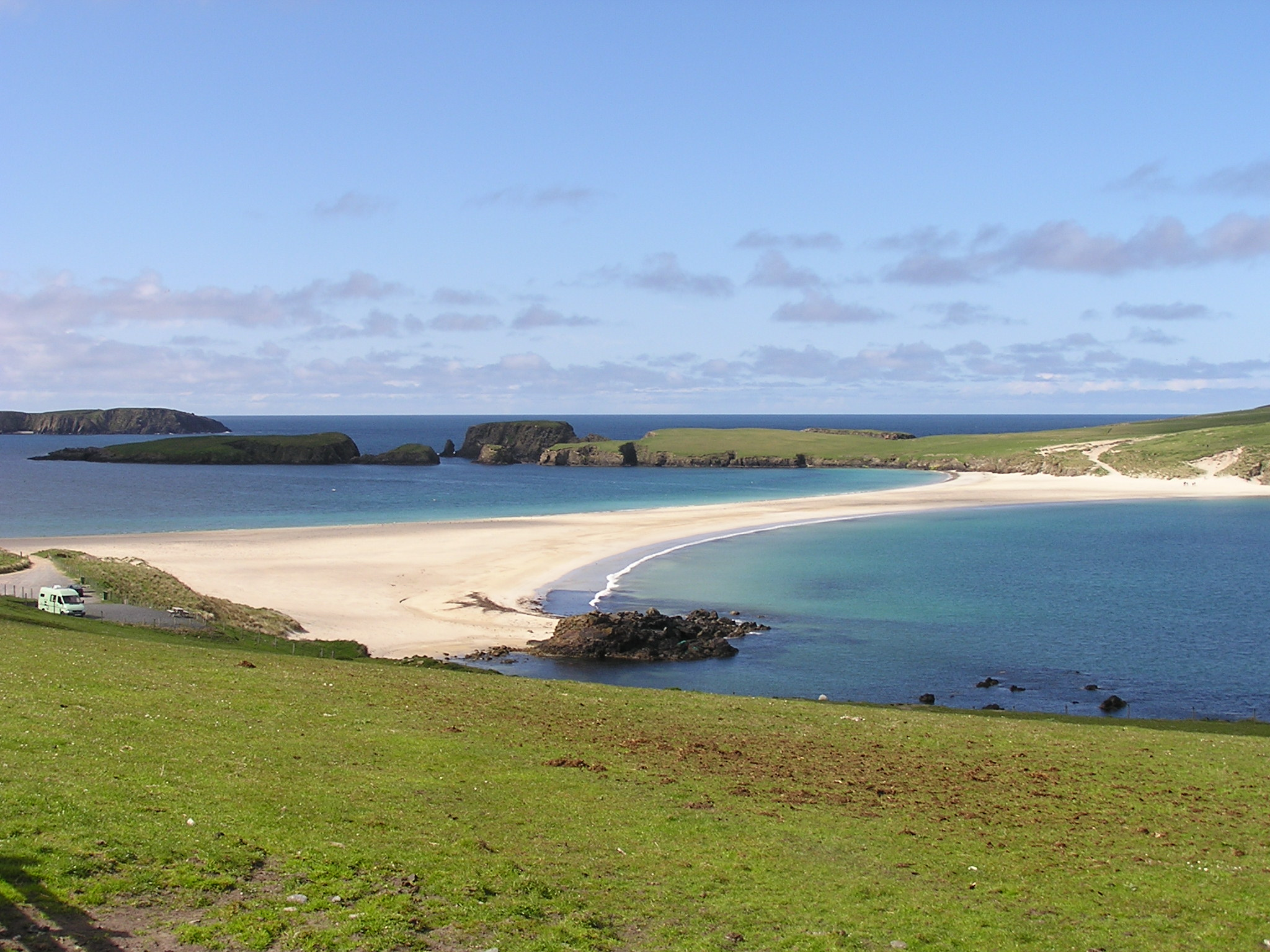
Tombolo tussen St Ninian's Isle en het hoofdeiland van de Shetlandeilanden
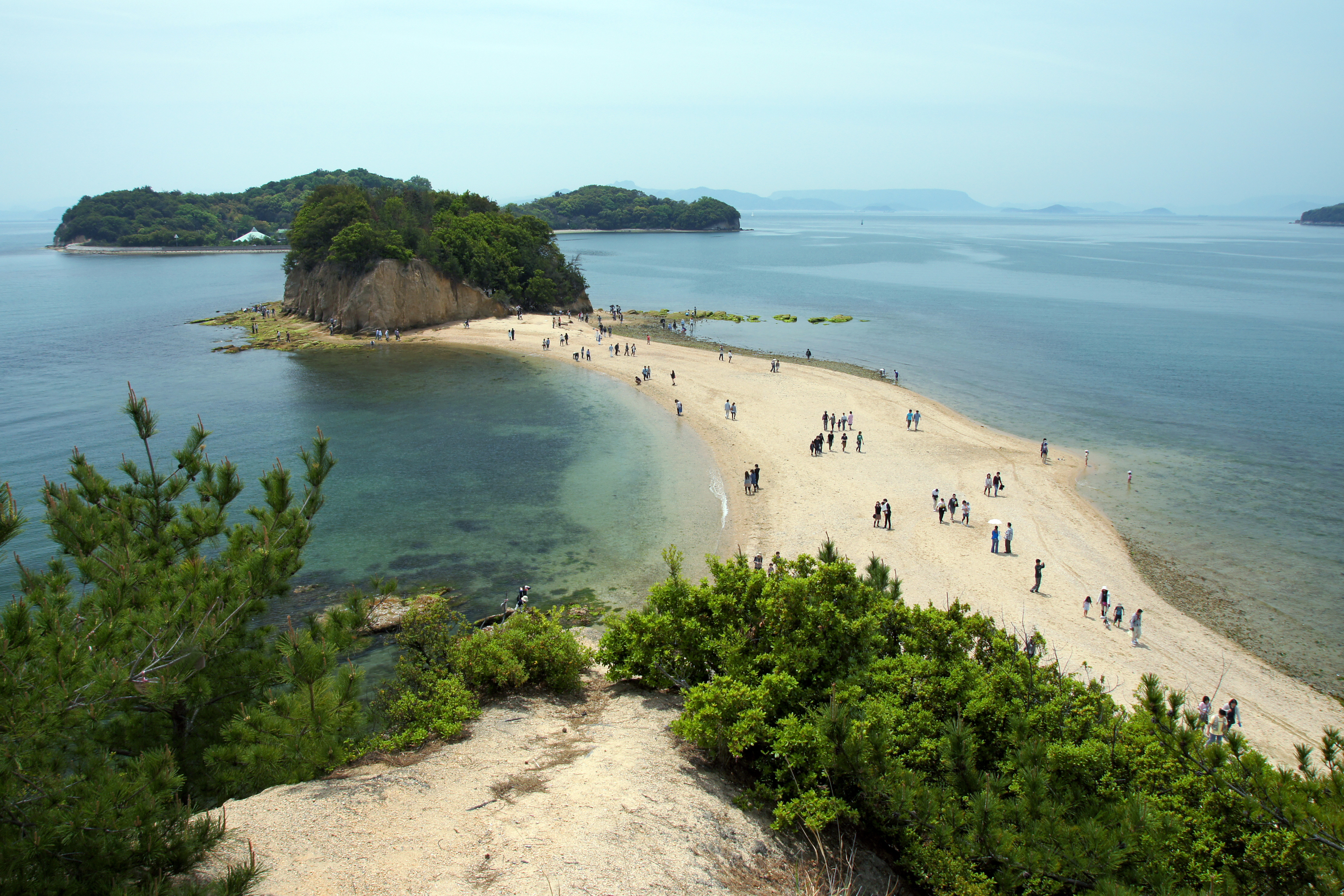
Angel Road bij Shōdoshima, Japan
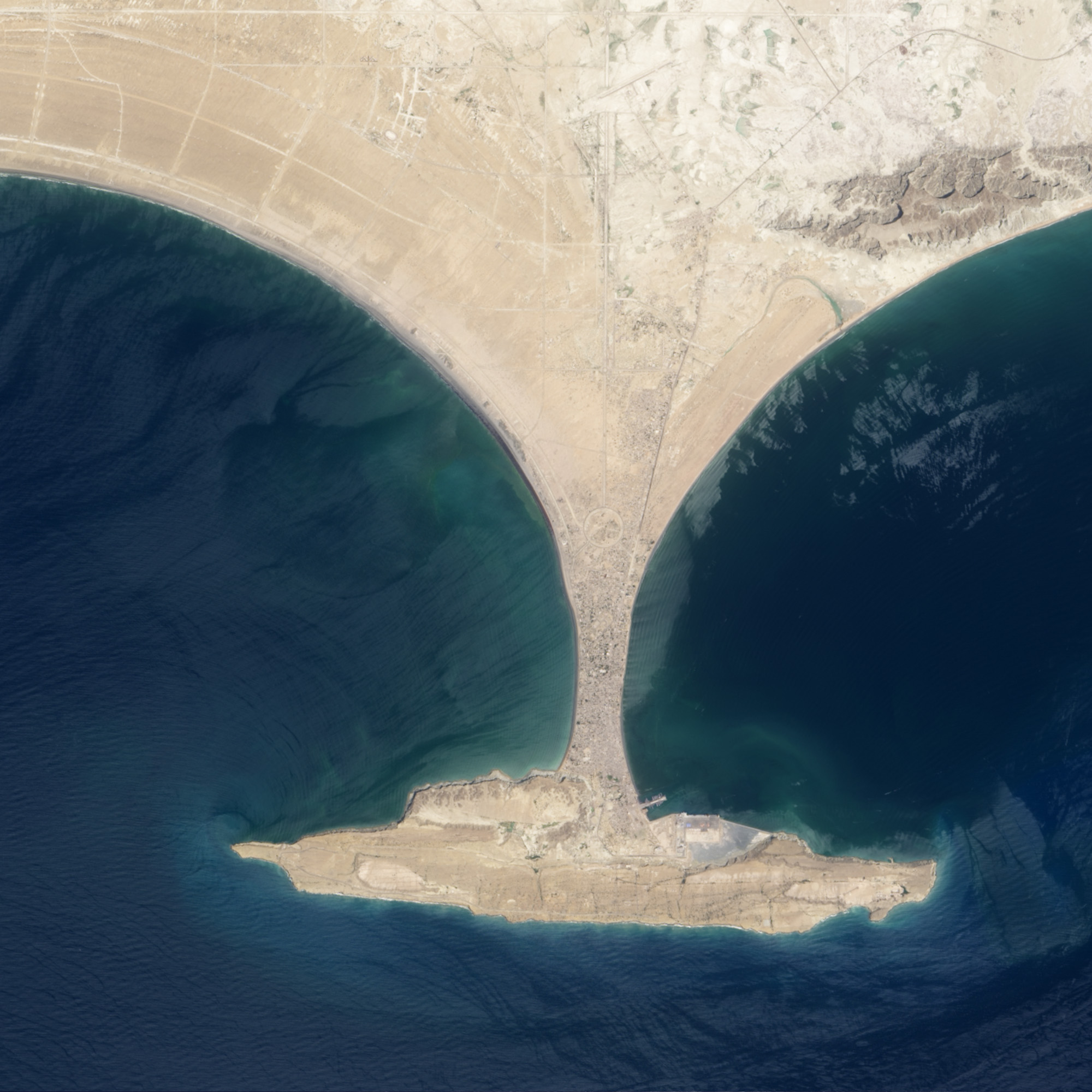
Gwadar, Pakistan, vanuit een satelliet gezien